# Pop Team Epic
Pop Team Epic (ポプテピピック, Poputepipikku) és una sèrie de manga en format yonkoma escrita i il·lustrada per Bkub Ōkawa. Va començar a publicar-se en 2014 sota l'editorial Takeshobo. El manga va guanyar molta popularitat en les xarxes socials japoneses. En 2018 es va realitzar una adaptació a l'anime animada per Kamikaze Dōga i produïda per King Records. L'1 d'abril de 2019 es van emetre dos episodis addicionals.

## Argument
El manga narra les aventures de dues nenes de 14 anys anomenades Popuko i Pipimi, que es troben amb una varietat de situacions estranyes i responen a elles de forma igualment estranya i exagerada.
Es destaquen les seves freqüents paròdies de la cultura pop i la seva combinació de surrealisme, absurd i non sequitur, i tot això ha contribuït a desenvolupar un culte entre el públic japonès i occidental.

## Personatges
Popuko (ポプ子, Popuko)
De baixa alçada i cabell ros curt amb dues petites cuas. S'enfada fàcilment i és freqüent en ella aparèixer fent el gest del dit del mig.
| Seiyū      | Seiyū | Seiyū |
| Episodi    | Original | Repetició |
| ---------- | --- | --- |
| 1          | Masashi Ebara | Yūji Mitsuya |
| 2          | Aoi Yūki | Toshio Furukawa |
| 3          | Mikako Komatsu | Ryūsei Nakao |
| 4          | Yōko Hikasa | Tesshō Genda |
| 5          | Tomoko Kaneda | Yūichi Nakamura |
| 6          | Yūko Sanpei | Hiro Shimono |
| 7          | Satomi Kōrogi | Showtaro Morikubo |
| 8          | Sumire Morohoshi | Masaya Onosaka |
| 9          | Eriko Nakamura | Sōma Saitō |
| 10         | Sora Tokui | Rikiya Koyama |
| 11         | Nana Mizuki | Hozumi Gōda |
| 12         | Mami Koyama | Shō Hayami |
| Especial 1 | Yukari Tamura (Blue Dragon) Kana Hanazawa (White Tiger) Sakiko Tamagawa (Vermilion Bird) Yumiri Hanamori (Black Tortoise) | Sōichirō Hoshi (Blue Dragon) Kappei Yamaguchi (White Tiger) Yūki Ono (Vermilion Bird) Takahiro Sakurai (Black Tortoise)   |
| Especial 2 | Mariko Kouda (Blue Dragon) Emiri Katō (White Tiger) Junko Takeuchi (Vermilion Bird) Etsuko Kozakura (Black Tortoise)      | Nobuo Tobita (Blue Dragon) Tomokazu Seki (White Tiger) Toshihiko Seki (Vermilion Bird) Hikaru Midorikawa (Black Tortoise) |

Pipimi (ピピ美, Pipimi)
És més alta que Popuko. El seu pèl és de color blau, llarg i lligat amb una trossa. Té la cara allargada. És dolç amb Popuko encara que a vegades li provoca el comportament violent de Popuko.
| Seiyū      | Seiyū | Seiyū |
| Episodi    | Origial | Repetició |
| ---------- | --- | --- |
| 1          | Hōchū Ōtsuka | Noriko Hidaka |
| 2          | Ayana Taketatsu | Shigeru Chiba |
| 3          | Sumire Uesaka | Norio Wakamoto |
| 4          | Satomi Satō | Akira Kamiya |
| 5          | Yū Kobayashi | Tomokazu Sugita |
| 6          | Kaori Nazuka | Yūki Kaji |
| 7          | Akiko Yajima | Kōsuke Toriumi |
| 8          | Azusa Tadokoro | Daisuke Namikawa                                                                                                   |
| 9          | Asami Imai | Kaito Ishikawa |
| 10         | Suzuko Mimori | Wataru Takagi |
| 11         | Mamiko Noto | Banjō Ginga |
| 12         | Kotono Mitsuishi | Jouji Nakata |
| Especial 1 | Yui Horie (Blue Dragon) Haruka Tomatsu (White Tiger) Atsuko Tanaka (Vermilion Bird) Nao Tōyama (Black Tortoise)     | Akira Ishida (Blue Dragon), Kenichi Ogata (White Tiger) Kenshō Ono (Vermilion Bird) Jun Fukuyama (Black Tortoise)  |
| Especial 2 | Kikuko Inoue (Blue Dragon) Kaori Fukuhara (White Tiger) Rei Sakuma (Vermilion Bird) Chisa Yokoyama (Black Tortoise) | Bin Shimada (Blue Dragon) Yōsuke Akimoto (White Tiger) Kōji Yusa (Vermilion Bird) Takehito Koyasu (Black Tortoise) |

## Manga
Pop Team Epic està escrit i il·lustrat per Bkub Okawa, anteriorment conegut pel seu Touhou Project dōjinshi. La sèrie va ser publicada en el lloc web Manga Life Win, de l'editorial Takeshobo des del 29 d'agost de 2014 al 7 de novembre de 2015. El primer volum tankōbon es va publicar en format físic el 7 de desembre de 2015. Okawa va llançar la "segona temporada" al web de Manga Life Win entre el 18 de febrer de 2016 i el 30 d'abril de 2017. El segon volum va ser llançat el 7 de juny de 2017. Una "tercera temporada" va començar a la web de Manga Life Win el 10 d'octubre de 2017.
| Nº            | Títol                                                                          | Data de publicació original                   |
| ------------- | ------------------------------------------------------------------------------ | --------------------------------------------- |
| 1             | Pop Team Epic ポプテピピック                                                   | 7 de desembre de 2015 ISBN: 978-4-8019-5419-9 |
| Capítols 1-15 |                                                                                |                                               |
| 2             | Pop Team Epic: Segona temporadaポプテピピック セカンドシーズン                 | 7 de juny de 2017 ISBN: 978-4-8019-5957-6     |
| Capítols 1-15 |                                                                                |                                               |
| 3             | Pop Team Epic: Tercera i quarta temporada ポプテピピック SEASON THREE AND FOUR | 7 de març de 2019 ISBN: 978-4-8019-6549-2     |
| Capítols 1-15 |                                                                                |                                               |

## Anime
En 2017 es va anunciar que el manga anava a tenir una adaptació a l'anime. Les companyies encarregades en la producció són Kamikaze Dōga i King Records. Es va emetre entre el 6 de gener al 25 de març de 2018. Compta amb un total de 12 episodis. Sentai Filmworks va llicenciar l'anime per a emetre-ho en HIDIVE. Crunchyroll va emetre la sèrie de manera simultània amb doblatge fet per Funimation. L'1 d'abril de 2019 es van emetre dos episodis especials de la sèrie.

### Opening
El tema d'obertura és Pop Team Epic, interpretat per Sumire Uesaka.

### Ending
El tema de tancament es titula Poppy Pappy Day.

### Llista d'episodis
| Episodis   | Episodis | Episodis             |
| Número     | Títol | Data d'estrena       |
| ---------- | --- | -------------------- |
| 1          | «Només t'ho diré a tu!» «Deai» (出会い)                                                                                      | 7 de gener de 2018   |
| 2          | «Vanver» «I jigen yūgi vu~an'vū» (異次元遊戯ヴァンヴー)                                                                      | 14 de gener de 2018  |
| 3          | «El documental» «Za Dokyumento» (ザ・ドキュメント)                                                                           | 21 de gener de 2018  |
| 4          | «Skeleton World Cup Gran Premi 2018» «SWGP 2018» (SWGP 2018)                                                                 | 28 de gener de 2018  |
| 5          | «Ima Yobi» «Imo Yoba» (イモ☆ヨバ)                                                                                            | 4 de febrer de 2018  |
| 6          | «Trentè combat entre humà i màquina» «Dai 30-ki den'nō-sen» (第30期 電脳戦)                                                  | 11 de febrer de 2018 |
| 7          | «Hellshake Yano» «Herusheiku Yano» (ヘルシェイク矢野)                                                                        | 18 de febrer de 2018 |
| 8          | «El drac creixent de Iidabashi - La venjança de Pipi» «Īdabashi no Shōryū 〜Fukushū no Pipi〜» (飯田橋の昇竜 〜復讐のピピ〜) | 25 de febrer de 2018 |
| 9          | «Ballant amb un miracle» «Kiseki to Dansu o» (奇跡とダンスを)                                                                | 4 de març de 2018    |
| 10         | «Hostess Detectius de Ginza» «Ginza Hosutesu Tantei» (銀座ホステス探偵)                                                      | 11 de març de 2018   |
| 11         | «Casa Encantada» «Jukan» (呪館)                                                                                              | 18 de març de 2018   |
| 12         | «L'era de Pop Team Epic» «The Age of Pop Team Epic» (The Age of Pop Team Epic)                                               | 25 de març de 2018   |
| Especial 1 | «La botiga de conveniència» «Konbini» (コンビニ)                                                                             | 1 d'abril de 2019    |
| Especial 2 | «Edo Era Pop Team» «Ōedo Popute» (大江戸ポプテ)                                                                              | 1 d'abril de 2019    |